# Kaisereiche (Berlijn)
Kaisereiche (keizereik) is de officieuze naam van een plein in Berlin-Friedenau, naar een daar op 22 maart 1879 geplante eik voor keizer Wilhelm I van Duitsland (die op die dag zijn 82ste verjaardag vierde) ter ere van zijn gouden bruiloft met zijn echtgenote Augusta. Vier jaar later, in november 1883, moest de boom opnieuw geplant worden nadat hij zwaar beschadigd was bij protesten tegen de socialistenwet van rijkskanselier Otto von Bismarck.
De keizereik staat op een middenberm waar de volgende straten bij elkaar komen:
- Rheinstraße;
- Schmiljanstraße;
- Moselstraße;
- Illstraße;
- Saarstraße.

Het plein waarop de eik staat wordt in de volksmond sinds 1879 eveneens Kaisereiche genoemd. Voordien was het bekend als Rondell.